# Grzyby mykoryzowe

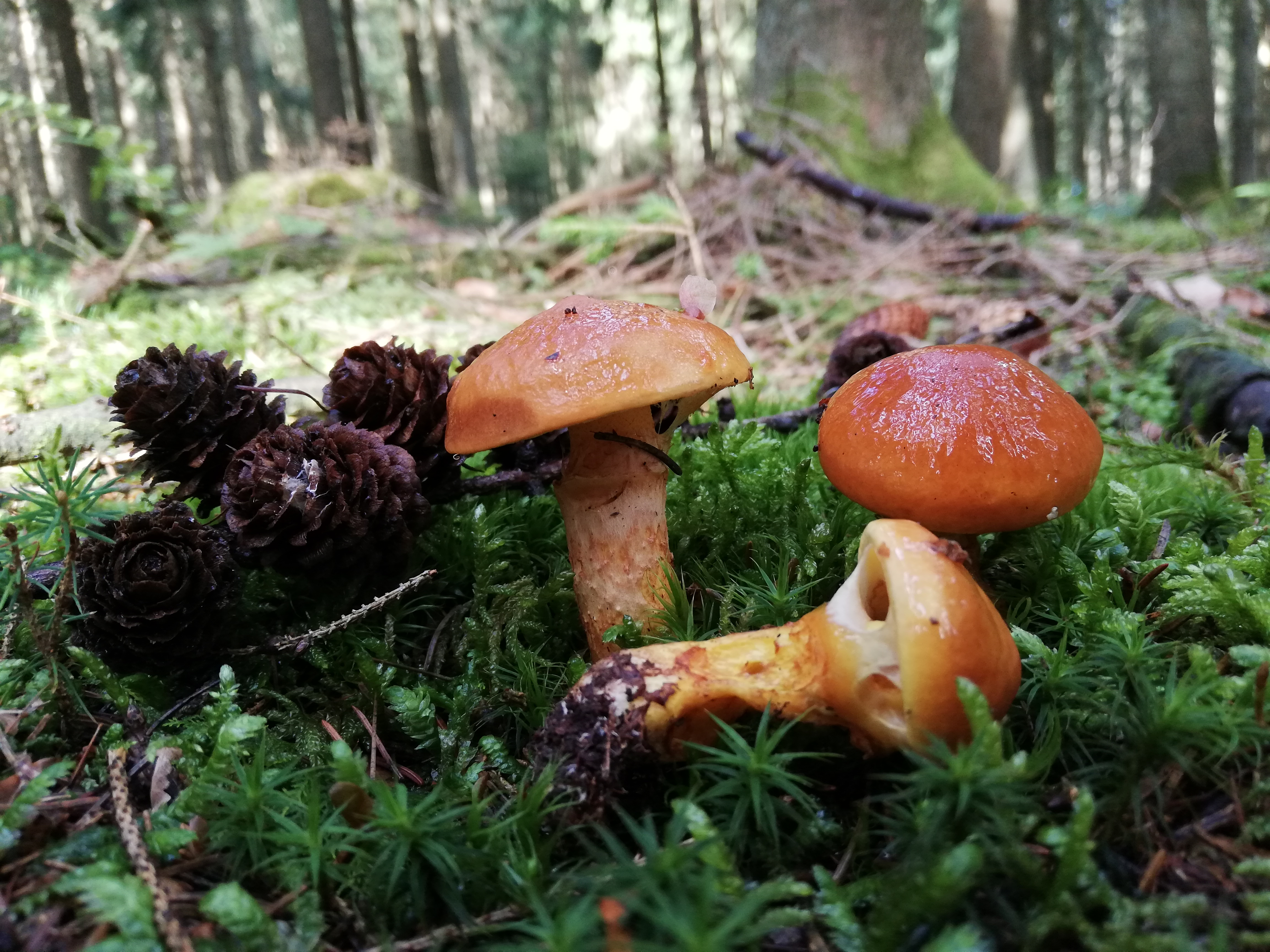
Maślak żółty tworzy mykoryzę wyłącznie z modrzewiem

Schemat oddziaływań między rośliną i grzybami ektomikryzowymi

Grzyby mykoryzowe – grzyby żyjące w symbiozie z roślinami. Współżycie grzybów z roślinami nosi nazwę mykoryzy.
Wszystkie grzyby są organizmami cudzożywnymi, tzn. że nie potrafią same wytwarzać substancji organicznych, lecz pobierają ją z organizmów obumarłych (grzyby saprotroficzne) lub żywych – grzyby pasożytnicze i grzyby symbiotyczne. Mykoryza jest współżyciem korzystnym zarówno dla grzybów, jak i roślin. Grzyby pobierają z roślin część wytworzonych przez nie asymilatów, ale w zamian dostarczają im wodę i pewne niezbędne roślinom związki nieorganiczne (fosforany, azotany i mikrolelementy, np. cynk i miedź). Jak ważne znaczenie odgrywa mykoryza w życiu roślin, świadczy fakt, że 85% wszystkich roślin wyższych tworzy mykoryzę.
Niektóre gatunki grzybów wyspecjalizowały się tak, że tworzą mykoryzę tylko z określonym gatunkiem rośliny. Przykładowo maślak żółty (Suillus grevillei) i maślak lepki (Suillus viscidus) mogą rosnąć tylko pod modrzewiami. Niektóre grzyby współżyją z grupą blisko spokrewnionych gatunków roślin, a jeszcze inne z bardzo licznymi gatunkami. Znajomość tego, z jakimi gatunkami roślin dany gatunek grzyba tworzy mykoryzę, ułatwia jego odszukanie i identyfikację. Często znajomość gatunku rośliny, z którą współżyje dany gatunek grzyba, jest kluczowa przy jego identyfikacji. Rośliny wykazują mniejszą specyficzność w zakresie symbionta; drzewa zwykle mogą żyć w symbiozie z kilkoma-kilkunastoma gatunkami grzybów.
Mykoryzę tworzą grzyby zaliczane do wielu grup systematycznych. Najbardziej rozpowszechnioną mykoryzę arbuskularną (endomykoryzę) tworzą prymitywne grzyby z typu Glomeromycota. Są to grzyby o wielojądrowych strzępkach nie podzielonych przegrodami. Grzyby te są najczęstszymi grzybami glebowymi. Współżyją z roślinami halofilnymi, hydrofilnymi i kserofilnymi, towarzyszą roślinności morskiej, wydmowej, leśnej, alpejskiej i większości roślin uprawnych. Wśród roślin o znaczeniu gospodarczym tylko wśród kapustowatych (Brassicaceae) i komosowatych (Chenopodiaceae) są gatunki nie tworzące tej mykoryzy.
Grzyby tworzące mykoryzę arbuskularną mają w swoich strzępkach glioksysomy gromadzące substancje zapasowe niezbędne do rozwoju strzępek rostkowych. Mogą rozwijać się tylko wtedy, gdy ich strzępki nawiążą kontakt z symbiotycznymi gatunkami roślin. Ilość zawartych w glioksysomach substancji odżywczych jest ograniczona i zwykle wystarcza na kilka dni rozwoju strzępek. Gdy zarodnik grzyba wykiełkuje i jego strzępki nie napotkają takich roślin, wówczas hamuje on swoją aktywność. Następuje cofanie się cytoplazmy do zarodnika i przechodzi on w stan uśpienia. Nawiązanie kontaktu między grzybem a rośliną możliwe jest dzięki temu, że zarówno rośliny, jak i grzyby wytwarzają specyficzne substancje chemiczne umożliwiające wzajemne ich rozpoznanie się.
Znane powszechnie grzyby kapeluszowe i inne grzyby owocnikowe tworzą drugą co do częstości występowania mykoryzę zewnętrzną zwaną ektomykoryzą. Należą tu grzyby zaliczane do typów podstawczaki (Basidiomycota) i workowce (Ascomycota). Oprócz nich znany jest tylko jeden rodzaj Endogone zaliczany do typu Mucoromycota. Szacuje się, że jest około 6 do 25 tysięcy gatunków grzybów tworzących ten rodzaj mykoryzy. Jest to bardziej zaawansowany ewolucyjnie i doskonalszy typ mykoryzy. Grzyby ektomykoryzowe umożliwiają roślinom lepsze wykorzystanie organicznych związków azotu i fosforu i lepsze przekazywanie ich roślinom. Trzecim rodzajem jest mykoryza erikoidalna między grzybami a roślinami z rodziny wrzosowatych (Ericaceae).